# 里什维尔
里什维尔（法語：Richeville，法語發音：[ʁiʃvil]）是法国厄尔省的一个市镇，属于莱桑德利区。

## 地理
里什维尔（49°16'4"N, 1°32'4"E）面积3.92 平方千米，位于法国诺曼底大区厄尔省，该省份为法国北部内陆省份，北起滨海塞纳省，西接奧恩省和卡爾瓦多斯省，南至厄尔-卢瓦省，东临瓦兹省、瓦兹河谷省和伊夫林省。
与里什维尔接壤的市镇（或旧市镇、城区）包括：阿克维尔、阿尔康西、穆夫莱讷、圣玛丽-德瓦蒂梅尼勒。

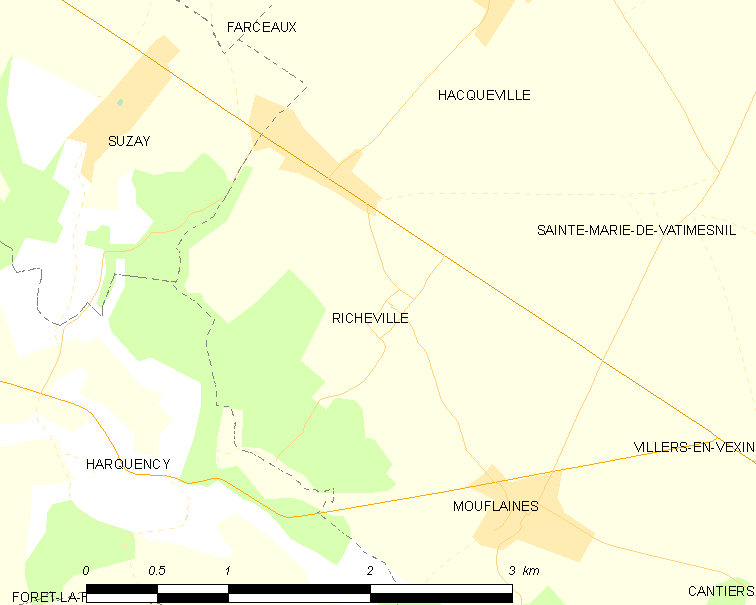
里什维尔的OSM定位图

里什维尔的时区为UTC+01:00、UTC+02:00（夏令时）。

## 行政
里什维尔的邮政编码为27420，INSEE市镇编码为27490。

## 政治
里什维尔所属的省级选区为日索尔县。

## 人口

1962-2008年间里什维尔人口变化图示

里什维尔于2022年1月1日时的人口数量为266人。